# Sourires d'une nuit d'été
Pour plus de détails, voir Fiche technique et Distribution.
Sourires d'une nuit d'été (titre original : Sommarnattens leende) est un film suédois réalisé par Ingmar Bergman, sorti en 1955.

## Synopsis
En Suède centrale, vers 1900. Séduisant quadragénaire, l’avocat Frederik Egerman a épousé en secondes noces la jeune Anne, qui a l’âge de son fils Henrik, étudiant en théologie. Épouse craintive, toujours vierge, Anne a pour confidente Petra, la soubrette délurée.
Fredrik Egerman apprend que son ancienne maîtresse, la célèbre comédienne Désirée Armfeldt, vient se produire dans sa ville. Il la revoit, elle l'invite à finir la soirée chez elle. Mais l'arrivée impromptue de son rival, le comte Malcolm, transforme le rendez-vous en vaudeville humiliant pour l’avocat qui doit s’enfuir en chemise de nuit. Le comte Malcolm encourage son épouse Charlotte à révéler l'infidélité de Mr Egerman à l'épouse de celui-ci, Anne et Charlotte étant d'excellentes amies.
Désirée et Charlotte décident alors d'organiser pour la nuit du solstice d'été une fête où sont invités les Egerman et les Malcolm, avec la complicité de la vieille maman amorale de Désirée. Au terme d'une folle nuit blanche où les couples se font et se défont, le hasard met Anne dans le lit de Henrik, Charlotte reconquiert son mari le comte Malcolm. Egerman, se retrouve seul, sa femme s'étant enfuie avec son fils, mais Désirée est là pour le consoler. Petra la servante et Frid le cocher, libres de tous préjugés, proclament leur joie de vivre hédoniste en comptant les trois sourires de la nuit, non sans culbutes dans le foin.

## Fiche technique
- Titre français : Sourires d'une nuit d'été
- Titre original : Sommarnattens leende
- Titre Anglais : Smiles of a Summer Night
- Réalisateur : Ingmar Bergman
- Scénario : Ingmar Bergman
- Photographie : Gunnar Fischer
- Costumes : Mago
- Montage : Oscar Rosander
- Musique : Erik Nordgren
- Producteur : Allan Ekelund
- Société de production : Svensk Filmindustri
- Pays d'origine :  Suède
- Format : Noir et blanc — 35 mm — 1,37:1 — Son : Mono
- Durée : 108 minutes
- Dates de sortie : 
  -  Suède : 26 décembre 1955
- Affiche : Jacques Bonneaud (France)

## Distribution
- Gunnar Björnstrand : Fredrik Egerman
- Ulla Jacobsson : Anne Egerman
- Eva Dahlbeck : Désirée Armfeldt
- Jarl Kulle : Comte Carl Magnus Malcolm
- Margit Carlquist : Comtesse Charlotte Malcolm
- Harriet Andersson : Petra, la bonne
- Åke Fridell : Frid, le cocher
- Björn Bjelfvenstam : Henrik Egerman
- Naïma Wifstrand : Mme Armfeldt
- Jullan Kindahl : Beata, la cuisinière
- Gull Natorp : Malla
- Birgitta Valberg : une actrice
- Bibi Andersson : une actrice

Acteurs non crédités :
- Svea Holst : une habilleuse
- Mona Malm : une femme de ménage
- Gösta Prüzelius : un serviteur

## Récompenses et distinctions
- Festival de Cannes 1956 :
  - Prix de l'humour poétique[1]
- BAFTA 1957 :
  - Nomination au BAFTA du meilleur film (toutes sources)
  - Nomination au BAFTA de la meilleure actrice étrangère pour Eva Dahlbeck
  - Nomination au BAFTA du meilleur acteur étranger pour Gunnar Björnstrand

## Box-office
Le film a enregistré 882 588 entrées[réf. nécessaire] en France.

## À propos du titre

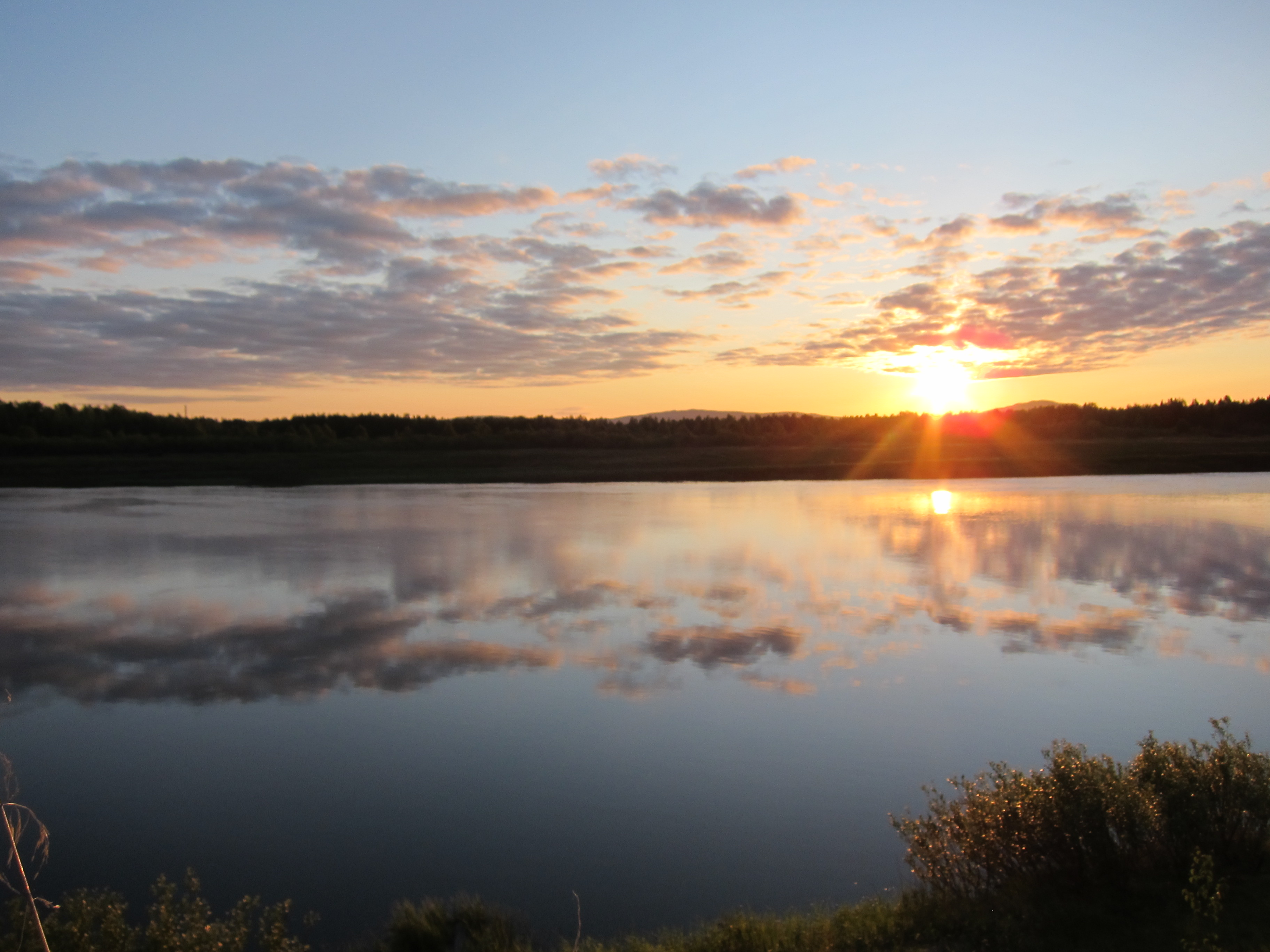
Minuit en été dans le grand nord

« Sommarnattens leende » signifie en réalité « les sourires de la nuit d'été », et non « sourires d'une nuit d'été », comme il a été traduit dans la plupart des langues européennes. C'est le grand critique anglais de cinéma, Robin Wood, qui a le premier remarqué que « Sourires d'une nuit d'été » donnait au titre ce côté léger oh-la-là (comme dit Robin Wood en anglais) qui ne correspond pas au sens du titre suédois. ''Sommarnattens leende désigne en fait les sourires de la nuit de la Saint-Jean en Scandinavie, où le soleil ne se couche guère. Notion difficile à saisir pour qui n'est jamais allé là-bas à cette époque de l'année.
Frid, le cocher (Åke Fridell) fait la cour à Petra, la soubrette (Harriet Andersson), au cours de cette nuit blanche. Appuyé contre un tronc d'arbre, Petra dans ses bras, il lui dit que la nuit d'été sourit trois fois : la première fois de minuit à l'aube, quand les jeunes amoureux ouvrent leurs cœurs et leurs corps. Il est fait ici allusion à Anne et Henrik qui viennent de découvrir leur amour l'un pour l'autre. La deuxième fois, la nuit sourit aux fous et aux incorrigibles. Il s'agit cette fois-ci de Petra et de Frid. Au petit matin, après que Petra a obtenu de Frid la promesse qu'il l'épousera, celui-ci affirme, après avoir dit oui, qu'aucune vie ne peut être meilleure et constate que la nuit d'été a souri pour la troisième fois.

## À noter
- Le film de Bergman a été adapté en comédie musicale sous le titre A Little Night Music en 1973, puis en film musical en 1977 et en téléfilm musical en 1990.
- Ingmar Bergman de Robin Wood, Studio Vista, 1970. La phrase avec oh-la-là est : "Smiles of a Summer Night" has an Oh-la-la quality not present in the Swedish."